# Megrundets fyr

Megrundets fyr är belägen vid Megrundet i Dalbosjön i Vänern.
På platsen fanns 1883–1919 Vänerns enda fyrskeppsstation: nr 13 Megrundet. År 1919 uppfördes den nuvarande fyrbyggnaden i sten och betong.